# Flora van België, het Groothertogdom Luxemburg, Noord-Frankrijk en de aangrenzende gebieden
De Flora van België, het Groothertogdom Luxemburg, Noord-Frankrijk en aangrenzende gebieden is de belangrijkste handflora van België met wetenschappelijke status. Hij wordt gebruikt in het universitair biologieonderwijs en het floristisch onderzoek in België. Zij wordt uitgegeven door het Agentschap Plantentuin Meise, voorheen de Nationale Plantentuin van België, dat een belangrijke rol speelt in het onderzoek naar de flora van België.
De eerste versie van deze flora verscheen eerst in het Frans in 1967 onder de naam Flore de la Belgique, du Nord de la France et des Regions voisines.  De schrijvers waren De Langhe, Delvosalle, Duvigneaud, Lambinon, Lawalree, Mullenders en Vanden Berghen. Lambinon was de coördinator.
In 1973 verscheen de tweede editie onder de naam Nouvelle Flore de la Belgique, du Grand-Duché de Luxembourg, du Nord de la France et des Regions voisines
De eerste Nederlandstalige uitgave verscheen pas in 1983. De tweede en derde Nederlandse uitgave in 1988 en 1998 en stonden onder supervisie van Leo Vanhecke. De tweede druk hanteert de Nederlandse namen volgens de naamlijst van  de flora van Nederland en België van van der Meijden en dezelfde Vanhecke uit 1986 waardoor er nu uniformiteit in Nederlandse namen is tussen deze flora en Heukels' Flora van Nederland.
De zesde editie dateert van oktober 2012, maar is enkel verkrijgbaar in het Frans (Nouvelle Flore de Belgique, du Grand-Duché de Luxembourg, du Nord de la France et des régions voisines).
In 2023 is de zevende editie gepubliceerd met 2.781 taxa op 988 pagina's. De hoofdauteur is Filip Verloove van Plantentuin Meise.